# NGC 6736
NGC 6736 في الفهرس العام الجديد، هي مجرة، تقع في كوكبة الطاووس. اكتشفت في 8 يونيو 1836 بواسطة جون هيرشل.

## روابط خارجية
- NGC 6736 على موقع ويكي سكاي: DSS2, SDSS, GALEX, IRAS, Hydrogen α, X-Ray, Astrophoto, Sky Map, Articles and images